# Ulvåsa

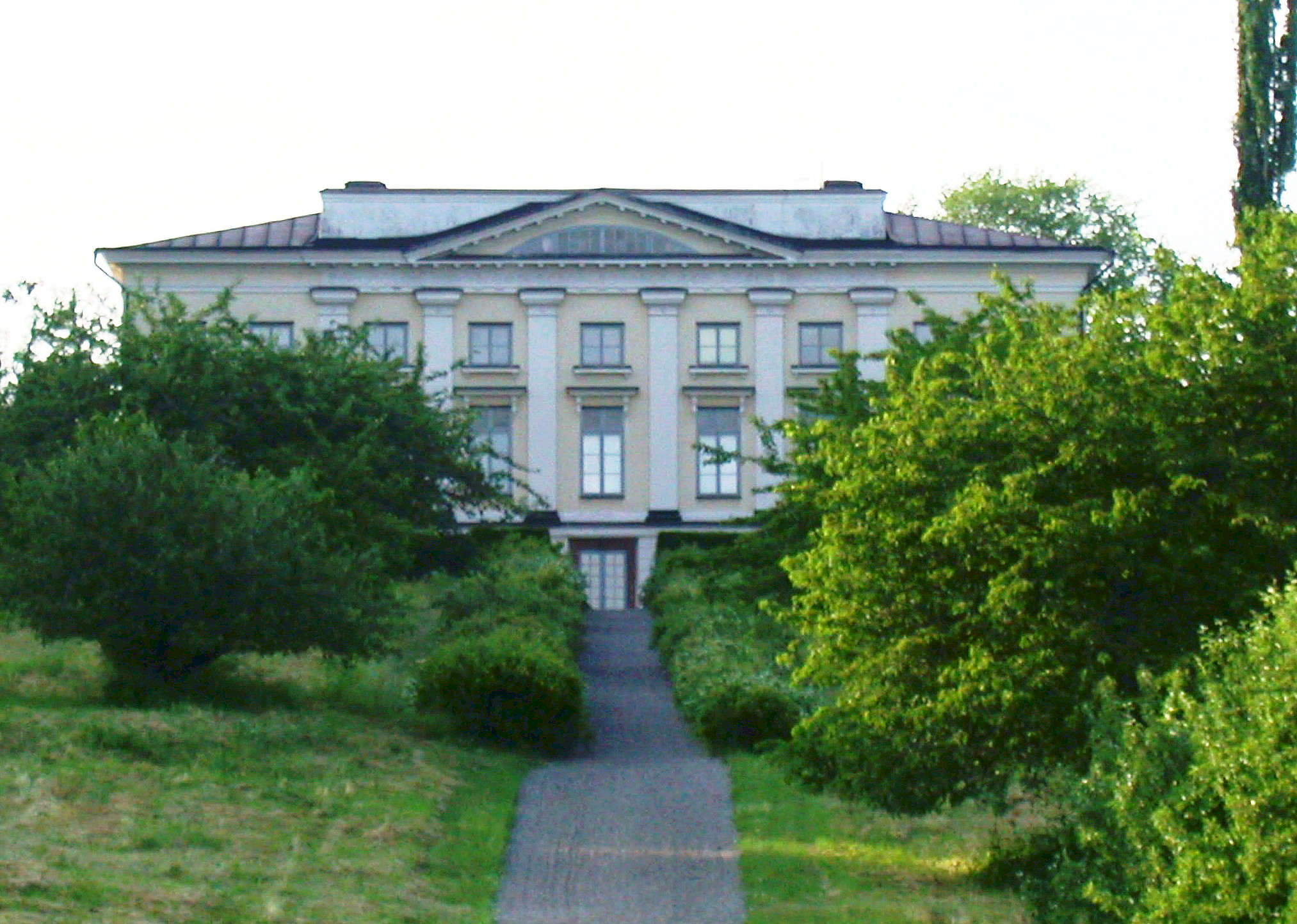
Mansión de Ulvåsa

Ulvåsa, o Ulfåsa, es una mansión a orillas del lago Boren a las afueras de Motala en Östergötland, Suecia. La construcción de la presente mansión se inició en el siglo XVI. A principios del siglo XIX fue añadido un tercer piso y obtuvo su actual arquitectura.
El Ulvåsa medieval estaba situado a unos pocos kilómetros al oeste de la actual mansión. Hoy en día, existen ruinas de la mansión donde Santa Brígida de Suecia vivió la mayor parte de su vida. Después de la muerte de su marido la mansión fue abandonada y una nueva residencia fue construida en Brittås, 1 km al sur de la actual mansión.
La casa señorial es una residencia privada y no está abierta al público. Un sendero para caminar rodea la mansión y conduce a través del jardín inglés, que está abierto al público todo el año.
- Datos: Q1800264
- Multimedia: Ulvåsa / Q1800264